# (10591) Caverni
(10591) Caverni (1996 PD3) – planetoida z grupy pasa głównego asteroid okrążająca Słońce w ciągu 4,25 lat w średniej odległości 2,62 j.a. Odkryta 13 sierpnia 1996 roku.